# Подземна волухарица
Подземна волухарица (лат. Microtus subterraneus) је сисар из реда глодара и породице хрчкова (лат. Cricetidae).

## Распрострањење
Врста је присутна у Албанији, Аустрији, Белгији, Белорусији, Босни и Херцеговини, Бугарској, Грчкој, Естонији, Италији, Лихтенштајну, Луксембургу, Мађарској, Македонији, Молдавији, Немачкој, Пољској, Румунији, Русији, Словачкој, Словенији, Србији, Турској, Украјини, Француској, Холандији, Хрватској, Црној Гори, Чешкој и Швајцарској.

## Станиште
Подземна волухарица има станиште на копну.

## Угроженост
Ова врста није угрожена, и наведена је као последња брига јер има широко распрострањење.

### Популациони тренд
Популација ове врсте је стабилна, судећи по доступним подацима.